# Typhlocyba medleri
Typhlocyba medleri är en insektsart som beskrevs av Erhard Christian 1953. Typhlocyba medleri ingår i släktet Typhlocyba och familjen dvärgstritar.
Artens utbredningsområde är Wisconsin. Inga underarter finns listade i Catalogue of Life.